# صالح الجزایری
صالح الجزایری (۱۸۲۴–۱۸۶۸م) (نسب کامل: صالح بن احمد بن موسی، مغربی الجزائری سمعونی) فقیه مالکی الجزایری در سدهٔ نوزدهم میلادی/سیزدهم هجری و پدر طاهر الجزایری بود. در وغلیس در غرب الجزایر به دنیا آمد و هنگامی که فرانسویان الجزایر را استعمار کردند (۱۸۴۷م/ ۱۲۶۴ق)، به دمشق هجرت کرد و همان‌جا درگذشت. از آثار او؛ تاریخ که سمبولیک نگاشته شد، منظومه‌ای در فقه و شرحِ آن، رساله‌ای در اختلاف مذهب، رسائلی در علم با عنوان میقات.